# 谷正太郎
谷 正太郎（たに しょうたろう、1981年1月2日 ）は、日本の起業家、ソング・プラガー、DJ、音楽プロデューサー、レコーディング・エンジニアである。Make Hits Production 株式会社 創業者。

## 経歴
- 1996年: DJ SHOWとしてキャリアを開始し、その後、SHINGO☆西成やASUKA(ARIA)の専属DJとして活動。
- 2003年: 東京に拠点を移し、その後、レコード会社各社から公式MIXアルバムをリリース。
- 2012年: 株式会社ユーズミュージックに入社し、音楽出版業務に従事（2015年退社）。Jin Nakamuraのマネージャーや多田慎也のエージェントを担当。
- 2016年: エイベックスミュージックパブリッシングと業務委託契約を締結し、「ソング・プラガー」として国内外のソングライティングキャンプを企画・推進。
- 2019年: Make Hits Production 株式会社を設立し、クリエイティブスタジオ「Make Hits Lab」を開設。
- 2022年: 株式会社LDH music & publishingと業務委託契約を締結。
- 2025年: 株式会社テレビ朝日ミュージックと業務委嘱契約を締結